# Callioratis abraxas
Callioratis abraxas är en fjärilsart som beskrevs av Felder 1868. Callioratis abraxas ingår i släktet Callioratis och familjen mätare. Inga underarter finns listade i Catalogue of Life.

## Bildgalleri

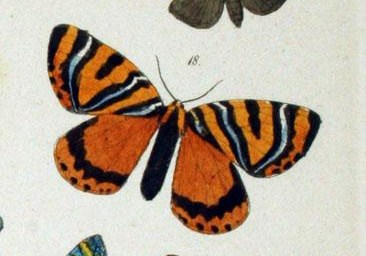
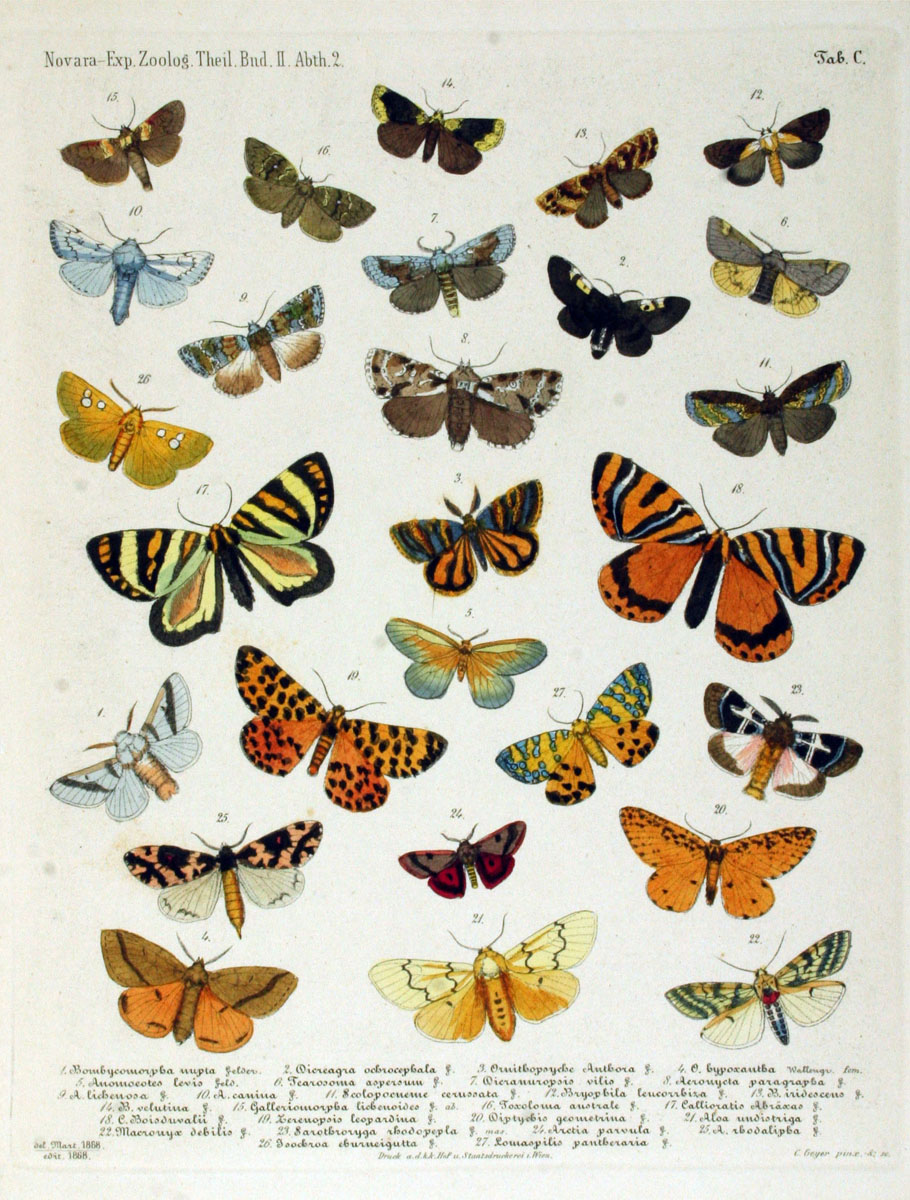